# Uncinariini
Tribu
Les Uncinariini sont une tribu de nématodes (les nématodes sont un embranchement de vers non segmentés, recouverts d'une épaisse cuticule et mènant une vie libre ou parasitaire).
Ce sont des vers ronds parasites.

## Liste des genres
- Bioccastrongylus Chabaud & Petter, 1961
- Uncinaria Froelich, 1789
  - Uncinaria (Megadeirides) Chabaud, Bain & Houin, 1966
  - Uncinaria (Uncinaria) Froelich, 1789